# Propinil
U hemiji, propinil je propilna funkcionalna grupa koja sadrži trostruku vezu. 2-Propinil je poznat kao propargilna grupa sa strukturom  i 1-propinilna grupa sa strukturom .